# Chalk Circle
Chalk Circle war eine kanadische Rock-Band.

## Geschichte
Die Band wurde 1983 von Tad Winklarz, Chris Tait, Derrick Murphy und Brad Hopkins in Ontario gegründet. Der Bandname geht auf den Kaukasischen Kreidekreis von Bertolt Brecht zurück. Ihre Debüt-EP The Great Lake, deren Singleauskopplung April Fool in die Top 10 der kanadischen Singlecharts und in die TOP 100 der Jahrescharts 1986 gelangte, erschien 1986 beim kanadischen Independent-Label Duke Street Records. Auch die zweite Single-Auskopplung der EP, Me, Myself and I, erreichte 1986 die Top 10 der kanadischen Charts.  Noch größere Aufmerksamkeit erlangte 1987 ihre erste nach einem Gedicht von Robert Frost benannte LP Mending Wall, für das sie nach einigen Monaten eine goldene Schallplatte erhielt. Aus diesem Album gingen die beiden erfolgreichen Singles This Mourning und die T. Rex-Coverversion 20th Century Boy, die sich ebenfalls in den kanadischen Top 10 platzierte, hervor.
Nach ihrer letzten LP As the Crow Flies löste sich die Band 1990 auf. Ihre Popularität blieb im Wesentlichen auf Kanada beschränkt. 2006 erschien ein Greatest-Hits-Album. Es gab auch nach der Auflösung noch einige gemeinsame Auftritte in den Jahren 2006 und 2011, ohne dass die Band dauerhaft wieder zusammenfinden konnte.

## Diskografie

### Studioalben
- 1986: The Grate Lake (EP, Duke Street Records)
- 1987: Mending Wall
- 1989: As the Crow Flies

### Singles
- 1985: The World
- 1986: April Fool
- 1986: Me, Myself and I
- 1988: This Mourning
- 1988: 20th Century Boy
- 1988: N.I.M.B.Y.
- 1989: Sons and Daughters
- 1989: Together